# فان بيتين (إلينوي)
فان بيتين (بالإنجليزية: Van Petten, Illinois)‏ هي منطقة سكنية تقع في الولايات المتحدة في مقاطعة لي، إلينوي.  يقدر عدد سكانها   وترتفع عن سطح البحر 199.95 متر.